# Cleobulo
Cleobulo (in greco Κλεόβουλος) (Lindo, VI secolo a.C. – ...) è stato un filosofo greco antico, annoverato tra i Sette sapienti greci .

## Biografia
Alcune notizie su questo personaggio vissuto nel VI secolo a.C. ci vengono dall'opera di Diogene Laerzio, secondo cui Cleobulo sarebbe stato figlio di Evagora I che vantava una discendenza da Eracle. 
Fu noto nell'antichità come autore di tremila versi in poesie e indovinelli tra cui l'epitaffio di Mida e l'indovinello dell'"anno" :
Due volte trenta figlie, ch'han diverso 

L'aspetto: questo bianco, nero quelle. 

Sono immortali 
 eppur ciascuna muore.» 
»
che viene attribuito  nell'Antologia Palatina a sua figlia, la poetessa Eumetide, più nota come Cleobulina, anch'essa autrice di logogrifi. 
Diogene Laerzio cita anche una falsa lettera di Cleobulo diretta a Solone.
Secondo Plutarco Cleobulo fu tiranno di Rodi che governò con mitezza risentendo del benefico influsso che la figlia esercitava su di lui. Nella Cronaca di Lindo viene ricordato anche come probabile vincitore dei Lici.
Diverso il giudizio di Simonide su Cleobulo che il poeta critica aspramente, soprattutto perché il tiranno compose un epigramma sulla tomba dorata di re Mida (VIII secolo a.C.) della Frigia. L'epigramma è riportato integralmente da Diogene Laerzio (I, 89). Nell'epigramma il tiranno si vanta soprattutto della durata infinita della statua di bronzo della fanciulla che decora la tomba; Simonide considera questa pretesa assurda e tracotante, che cioè un'opera dell'uomo possa sfidare in eterno la natura immortale.
«Chi comunque loderebbe, fidando nel senno,

Cleobulo l'abitando di Lindo,

che con sempiternamente scorrenti rivi

e con fiori e colla fiamma

del sole e della dorata luna,

e con i vortici marini ha parificato

la forza di una stele?

Tutto quanto ecco, è inferiore agli dei:

la pietra, dunque, anche le mortali

palme infrangono;

di uno sciocco uomo è questa velleità»
Il poeta Anacreonte (570 a.C.-485 a.C.) dedicò a un certo Cleobulo, descritto come un affascinante giovane («per beltà e robustezza ragguardevole»)  diverse poesie d'amore ma molto probabilmente si tratta di un caso di omonimia:
«Cleobulo io amo

per Cleobulo impazzisco

per Cleobulo m'incanto  .